# Quartier général du Corps des Gardes
Le quartier général du Corps des Gardes est un monument architectural situé à Saint-Pétersbourg, à l'angle de la Place du Palais et de la rue Millionnaïa.

## Histoire

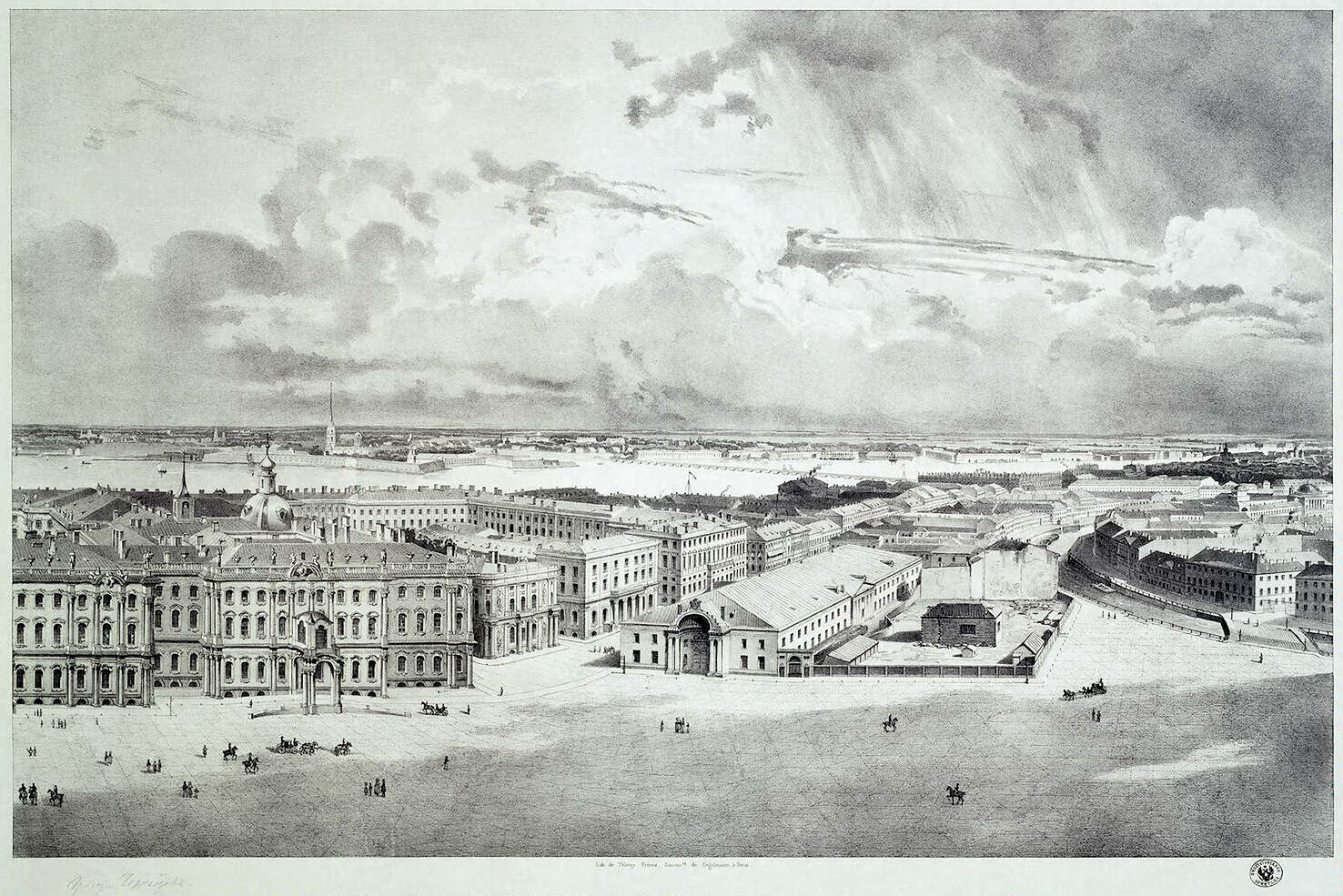
Une partie du panorama de la place du Palais (avec le bâtiment de l'Exertsirhaus), prise depuis l'échafaudage de la colonne Alexandre (Grigori Tchernetsov, avant 1834)

La zone occupée par le bâtiment a été construite à partir du début du XVIIIe siècle ; ici se trouvait la maison d'Andreï Nartov, qui fut ensuite achetée par A. Bruce. Le Trésor a acheté le bâtiment à Bruce ; à l'époque de Paul Ier (en 1797-1798), un manège d'équitation (Exertsirhaus) a été construit sur le site de la maison selon le projet de Vincenzo Brenna.
En 1827, un concours fut annoncé pour la conception de l'aménagement de la place du Palais du côté est ; ses participants étaient Carlo Rossi, Vassili Stassov, Auguste de Montferrand, Constantin Thon, Alexandre Brioullov et Pietro Gonzaga. Il était censé reconstruire l'Exertsirhaus, en le combinant avec le bâtiment du théâtre, et par conséquent, le nouveau bâtiment était censé réunir l'Ermitage et le Palais de l'état-major général.
Rossi avait l'intention de reproduire la façade du Manège de Saint-Pétersbourg, en combinant à la fois l'arène et le théâtre dans le bâtiment préservé de l'Exertsirhaus. Le bâtiment devait être agrémenté de deux portiques. Thon également souhaitait que le bâtiment fasse écho au Manège ; il prévoyait pour le théâtre et l'Exertsirhaus des façades identiques, reliées par un portique. Le projet de Brioullov a été considéré hors concours - l'architecte, en voyage en Europe, a créé un projet à Paris et l'a envoyé tardivement au concours. Mais aucun des projets n'a été accepté.
Après l'ouverture des théâtres Alexandrinsky et Mikhailovsky, l'obligation de placer un théâtre sur la place a disparu, mais une demande est apparue pour agrandir le quartier général du Corps des Gardes. Auguste de Montferrand a réalisé cinq projets de reconstruction, dont la conception de la façade dans le style néo-Renaissance (ces travaux ont inspiré Efimov pour la façade du bâtiment du ministère des Domaines). En 1836, le projet de Montferrand fut approuvé, mais Nicolas Ier choisit Brioullov pour réaliser les travaux.
Le bâtiment de l'Exerciserzirhaus a finalement été démoli en 1880.

## Bâtiment moderne

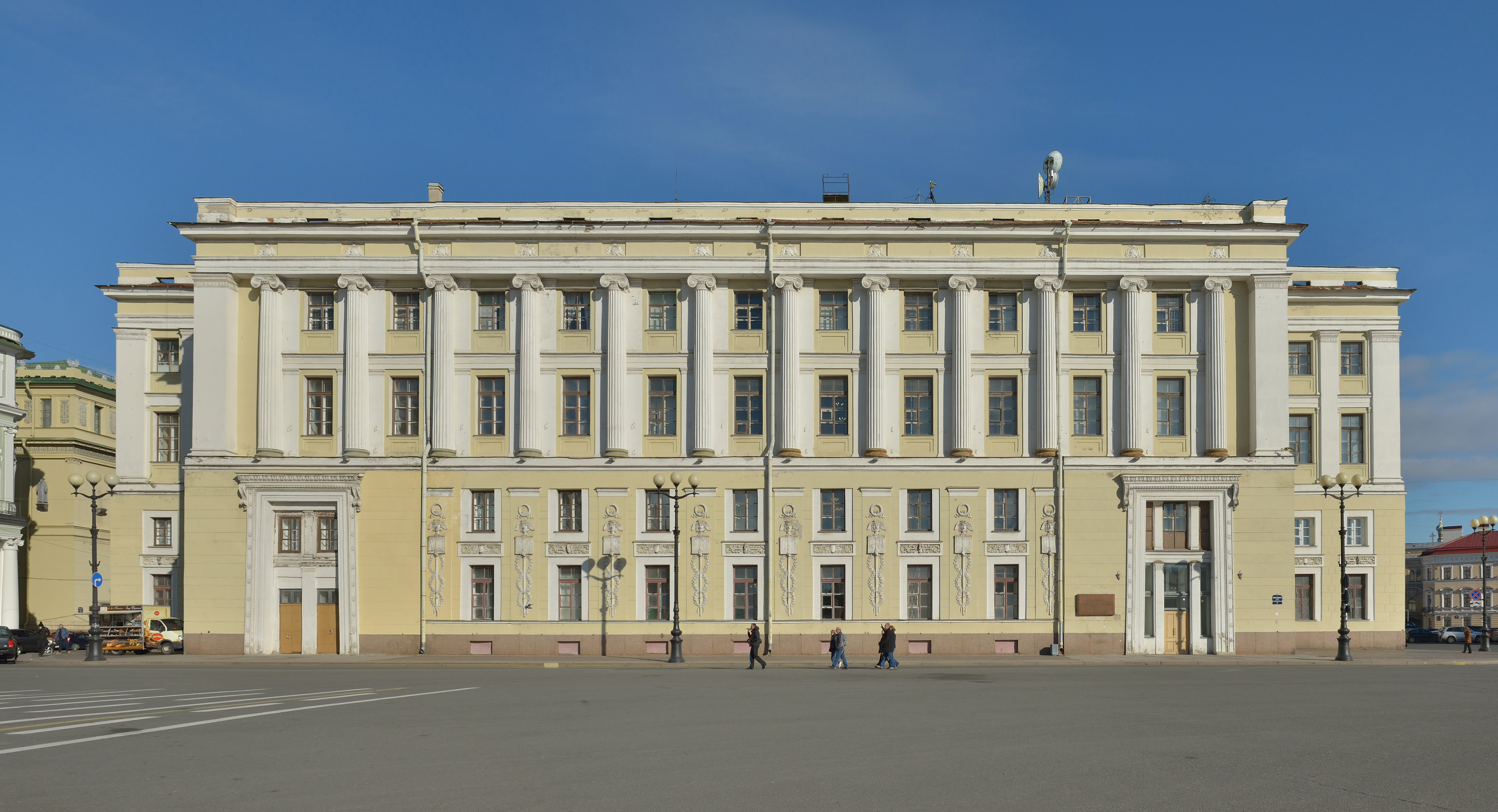
Façade avant

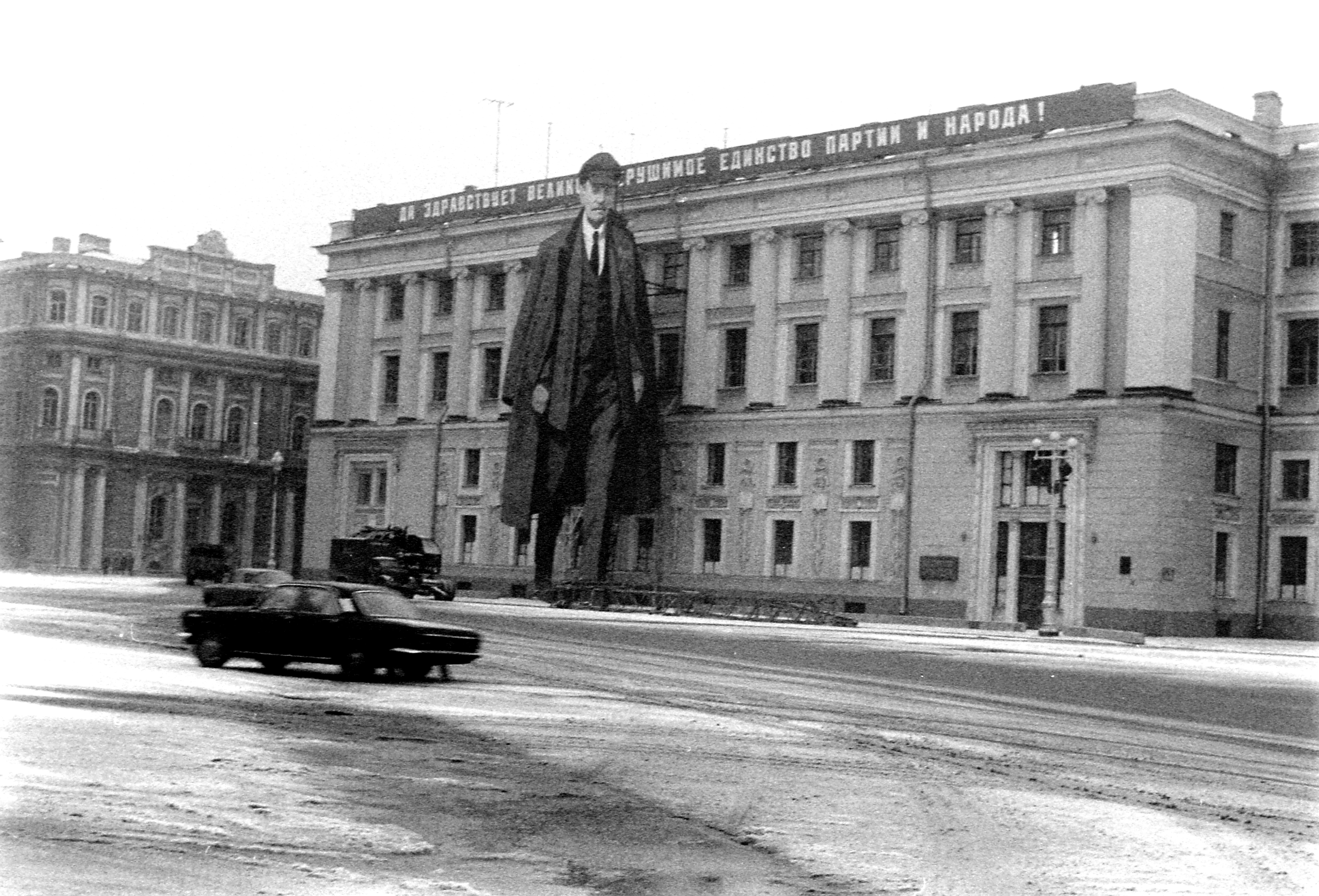
Décoration du bâtiment en 1973 en l'honneur de Lénine

En 1837, Brioullov élabora un projet pour le bâtiment du quartier général du corps des gardes ; la construction commença la même année et fut achevée en 1843 (avec un retard dû à l'incendie du palais d'Hiver).
Le bâtiment a quatre étages, il forme la place du palais à l'est. L'extérieur du bâtiment s'inscrit harmonieusement dans l'ensemble déjà existant.
La façade principale est ornée d'un portique ionique de douze colonnes, le premier étage est décoré de stucs à thème militaire.
Depuis le bâtiment, Lénine dirigeait la Garde rouge défendant Petrograd contre les troupes de Kerensky-Krasnov. Aujourd'hui, le quartier général de la 6e armée de l'air et des forces de défense aérienne est situé dans le bâtiment,.
Le bâtiment dispose d'une dépendance avec cour de trois étages, reconstruit en 2016.